# Grzegorz Ojrzyński
Grzegorz Ojrzyński (ur. 14 września 1961 w Radomsku) – polski artysta fotograf. Członek Bełchatowskiego Towarzystwa Fotograficznego. Członek Towarzystwa Fotograficznego im. Edmunda Osterloffa w Radomsku. Członek Ogólnopolskiej Fotograficznej Grupy Twórczej Art Fokus 13.

## Życiorys
Grzegorz Ojrzyński związany z radomszczańskim środowiskiem fotograficznym, mieszka i pracuje w Radomsku – fotografuje od końca lat 70. XX wieku. Od 2009 roku zajmuje się fotograficzną twórczością artystyczną. Szczególne miejsce w jego twórczości zajmuje fotografia krajobrazowa, fotografia przyrodnicza (kwiaty, owady, zwierzęta, ptaki), makrofotografia, fotografia ludzi (m.in. w krajobrazie), fotografia portretowa oraz fotografia ślubna.  
W 2011 roku został przyjęty w poczet członków Bełchatowskiego Towarzystwa Fotograficznego, w 2012 roku został członkiem grupy fotograficznej Pictorial Team. W tym samym roku został członkiem nadzwyczajnym Fotoklubu Rzeczypospolitej Polskiej Stowarzyszenia Twórców. W 2014 roku został członkiem Towarzystwa Fotograficznego im. Edmunda Osterloffa w Radomsku. W 2014 roku był współzałożycielem Ogólnopolskiej Fotograficznej Grupy Twórczej Art Fokus 13, w której pełnił funkcję prezesa Zarządu – obecnie jest sekretarzem w Zarządzie AF 13.   
Grzegorz Ojrzyński jest autorem i współautorem wielu wystaw fotograficznych; indywidualnych i zbiorowych oraz poplenerowych. Jego fotografie były prezentowane na wielu wystawach pokonkursowych – na których otrzymywały wiele nagród, wyróżnień, dyplomów i listów gratulacyjnych. W 2013 roku został przyjęty w poczet członków rzeczywistych Fotoklubu Rzeczypospolitej Polskiej Stowarzyszenia Twórców i uhonorowany tytułem Artysty Fotoklubu Rzeczypospolitej Polskiej (AFRP). Decyzją Komisji Kwalifikacji Zawodowych Fotoklubu RP, otrzymał dyplom potwierdzający kwalifikacje do wykonywania zawodu artysty fotografa, fotografika (legitymacja nr 360).   
Prace Grzegorza Ojrzyńskiego zaprezentowano w Almanachu (1995–2017), wydanym przez Fotoklub Rzeczypospolitej Polskiej Stowarzyszenie Twórców. W 2018 roku został uhonorowany Medalem „Za Zasługi dla Fotografii Polskiej” – odznaczeniem przyznawanym przez Kapitułę Fotoklubu Rzeczypospolitej Polskiej Stowarzyszenia Twórców – w 100. rocznicę odzyskania przez Polskę niepodległości. W działalności Fotoklubu RP uczestniczył do 2021.  

## Odznaczenia
- Medal „Za Zasługi dla Fotografii Polskiej” (2018)[31]